# Nastro d'argento al migliore sonoro in presa diretta
Il Nastro d'argento al migliore sonoro in presa diretta è un riconoscimento cinematografico italiano assegnato annualmente dal Sindacato Nazionale Giornalisti Cinematografici Italiani a partire dal 2002.

## Albo d'oro
I vincitori sono indicati in grassetto, a seguire gli altri candidati.

### Anni 2002-2009
- 2002: Maurizio Argentieri - Casomai e  - L'ora di religione
  - Bruno Pupparo - Il più bel giorno della mia vita
  - Alessandro Rolla - Paz!
  - Marco Tidu - Santa Maradona
  - Remo Ugolinelli - Luce dei miei occhi
- 2003: Andrea Moser - El Alamein - La linea del fuoco
  - Cinzia Alchimede - Angela
  - Gaetano Carito - Ricordati di me e Velocità massima
  - Mauro Lazzaro - Io non ho paura
  - Gilberto Martinelli e Decio Trani - L'anima gemella
- 2004: Fulgenzio Ceccon - La meglio gioventù
  - Gaetano Carito - Buongiorno, notte
  - Marco Fiumara - Ora o mai più
  - Tullio Morganti - Mio cognato
  - Bruno Pupparo - Il posto dell'anima e Liberi
- 2005: Alessandro Zanon - Le chiavi di casa e La vita che vorrei
  - Gaetano Carito - L'amore è eterno finché dura
  - Mauro Lazzaro - Certi bambini
  - Roberto Mozzarelli - Fame chimica
  - Remo Ugolinelli - Lavorare con lentezza
- 2006: Mario Iaquone - Romanzo criminale
  - Stefano Campus - Saimir
  - Fulgenzio Ceccon - Quando sei nato non puoi più nasconderti
  - Mauro Lazzaro - Quo vadis, baby?
  - Bruno Pupparo - La tigre e la neve
- 2007: Gabriele Moretti - In memoria di me
  - Emanuele Cecere e Daghi Rondanini - La guerra di Mario
  - Mario Iaquone - Anche libero va bene
  - Gilberto Martinelli - La sconosciuta
  - Remo Ugolinelli - La stella che non c'è
  - Alessandro Zanon - Il caimano
- 2008: Gaetano Carito - Caos calmo
  - Stefano Campus e Valentino Gianni - Sonetàula
  - Mauro Lazzaro - Riprendimi e Jimmy della collina
  - Carlo Missidenti - Il vento fa il suo giro
  - Bruno Pupparo - Bianco e nero e Piano, solo
- 2009: Maricetta Lombardo - Gomorra
  - Emanuele Cecere - Il divo
  - Marco Fiumara - Beket
  - Mauro Lazzaro - Come Dio comanda
  - Vito Martinelli - Tutta colpa di Giuda

### Anni 2010-2019
- 2010: Carlo Missidenti - L'uomo che verrà ex aequo Bruno Pupparo - La nostra vita
  - Mario Iaquone - La prima cosa bella
  - Stefano Savino - Io, Don Giovanni
  - Alessandro Zanon - Lo spazio bianco
- 2011: Mario Iaquone - Il gioiellino e 20 sigarette
  - Emanuele Cecere - L'amore buio
  - Valentino Giannì - La vita facile
  - Maricetta Lombardo - Malavoglia
  - Vito Martinelli - Pietro e Tatanka
- 2012: Remo Ugolinelli e Alessandro Palmerini - Diaz - Don't Clean Up This Blood
  - Fulgenzio Ceccon - Romanzo di una strage
  - Mirko Guerra e Sonia Portoghese - Sette opere di misericordia
  - Alessandro Zanon - Io sono Li
  - Davide Mastropaolo e Leandro Sorrentino - Là-bas - Educazione criminale
- 2013: Emanuele Cecere - La grande bellezza e Miele
  - Maurizio Argentieri - Venuto al mondo
  - Gaetano Carito e Pierpaolo Merafino - Bella addormentata
  - Gilberto Martinelli - La migliore offerta
  - Carlo Missidenti - Un giorno devi andare
- 2014: Roberto Mozzarelli - Il capitale umano
  - Paolo Benvenuti e Simone Paolo Olivero - Via Castellana Bandiera
  - Valentino Giannì - In grazia di Dio
  - Guido Spizzico - Come il vento
  - Alessandro Zanon - La prima neve e L'intrepido
- 2015:Maricetta Lombardo - Il racconto dei racconti - Tale of Tales
  - Antongiorgio Sabia - I nostri ragazzi
  - Remo Ugolinelli - Il nome del figlio
  - Vincenzo Urselli - Perez.
  - Alessandro Zanon - Mia madre
- 2016: Angelo Bonanni - Non essere cattivo
  - Alessandro Bianchi - La pazza gioia
  - Fulgenzio Ceccon - Le confessioni
  - Carlo Missidenti - In fondo al bosco
  - Alessandro Rolla - L'attesa
- 2017: Alessandro Rolla - Fortunata
  - Stefano Campus - Il permesso - 48 ore fuori
  - Gianluca Costamagna - Tutto quello che vuoi
  - Remo Ugolinelli e Alessandro Palmerini - Sole cuore amore
  - Alessandro Zanon - La tenerezza
- 2018: Maricetta Lombardo - Dogman e L'intrusa
  - Lavinia Burcheri - Ammore e malavita
  - Stefano Campus - Figlia mia
  - Fabio Conca - Napoli velata
  - Adriano Di Lorenzo - Nico, 1988
- 2019: Angelo Bonanni - Il primo re
  - Alessandro Zanon - Capri-Revolution
  - Gaetano Carito e Adriano Di Lorenzo - Il traditore
  - Emanuele Cicconi - La paranza dei bambini
  - Vincenzo Urselli - Il vizio della speranza

### Anni 2020-2029
- 2020: Maricetta Lombardo – Pinocchio
  - Maurizio Argentieri – Il sindaco del rione Sanità e Tornare
  - Gianluca Costamagna – L'immortale
  - Denny De Angelis – Martin Eden
  - Gilberto Martinelli – Tutto il mio folle amore
- 2021[1][2]:Gianluca Costamagna - Le sorelle Macaluso
  - Carlo Missidenti - Lacci
  - Valentino Giannì - Padrenostro
  - Francesco Liotard - Lasciami andare
  - Alessandro Palmerini, Alessandro Zanon - I predatori
- 2022: Simone Olivero, Paolo Benvenuti, Matteo Gaetani – Il buco
- 2023: Alessandro Palmerini - Le otto montagne
  - Roberto Cois - Bentu
  - Angelo Bonanni - Delta
  - Umberto Montesanti - Il primo giorno della mia vita
  - Alessandro Zanon - Il sol dell'avvenire
- 2024: Maricetta Lombardo - Io capitano
  - Mauro Eusepi - Another End
  - Valentino Gianni - Comandante
  - Carlo Missidenti - Confidenza
  - Gaetano Carito - Finalmente l'alba